# Cavezza

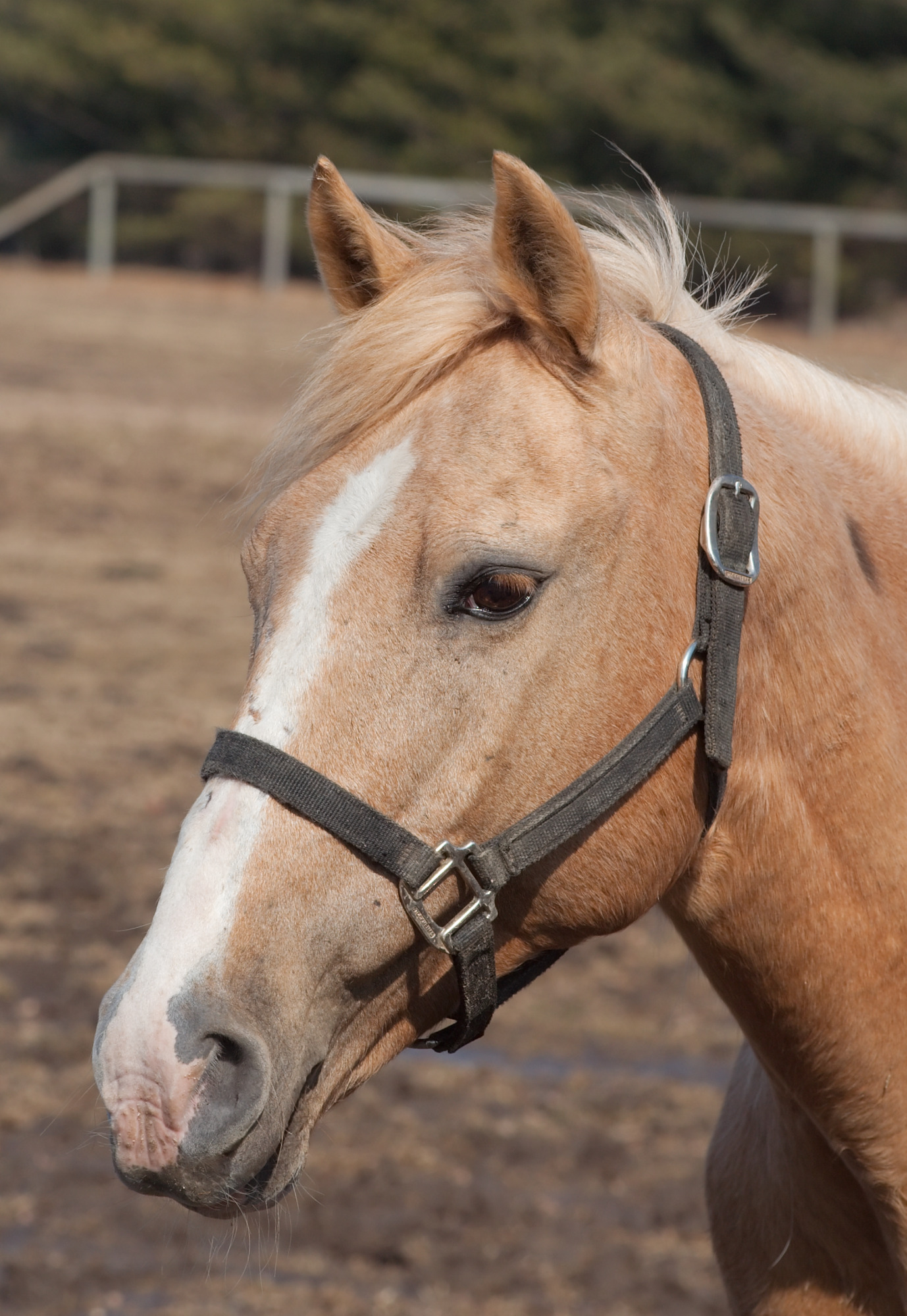
Cavallo che indossa una cavezza in nylon (USA)

La cavezza o capezza è un finimento usato per legare e per condurre a mano un animale; si appoggia alla nuca e circonda il muso. Quando è collegata a una longhina, la tensione di quest'ultima induce l'animale a flettere il collo nella direzione della tensione consentendo al conduttore di guidarlo.
Adoperata di solito per i cavalli, può essere utilizzata anche con gli asini, cani o altri animali domestici.
Nei cavalli una capezza può sostituire la testiera, in genere fornita di imboccatura. Il controllo del cavallo dalla sella per mezzo della sola capezza, con una o due redini collegate agli anelli laterali o all'anello inferiore di essa, richiede però molta sicurezza e fiducia fra la persona e l'animale, e la comunicazione è comunque limitata e grossolana.

## La cavezza tradizionale
La cavezza tradizionale è fatta di cuoio, ora spesso di nylon robusto; i vari pezzi sono collegati da anelli metallici; nella parte inferiore è presente un robusto anello metallico a cui si aggancia la longhina, quando il cavallo dev'essere legato o condotto a mano.
Sebbene sottovalutato nell'equitazione, far indossare la capezza a un cavallo giovane e abituarlo a farsi condurre a mano è uno dei punti fondamentali sia nell'addestramento del cavallo sia nell'istruzione del cavaliere. Bisognerebbe avvicinare i puledri quanto prima, subito dopo la nascita, affinché imparino ad apprezzare il contatto fisico con le persone. Ottenuta la fiducia del puledro, una delle prime abitudini da sviluppare dovrebbe essere quella di farsi mettere e togliere la capezza senza averne paura, poi di farsi condurre restando tranquillo, camminando e trottando a fianco del conduttore senza sopravanzarlo e senza che sia necessaria alcuna tensione sulla longhina. L'abilità di condurre a mano un cavallo senza sforzo apparente permette di distinguere un esperto.
Con i cavalli impetuosi o poco addestrati, è prudente agganciare la longhina su uno degli anelli laterali piuttosto che sull'anello inferiore; così è più facile ottenere la flessione del collo del cavallo e quindi il controllo, in caso di un tentativo di ribellione.

## La cavezza "Pat Parelli"
La nota tecnica di addestramento introdotta e divulgata da Pat Parelli ha diffuso l'impiego di una particolare capezza, ottenuta da un unico pezzo di cordino robusto flessibile in materiale sintetico, tipo da roccia, lungo circa 5 metri e spesso 6–7 mm, opportunamente annodato. La sua particolarità è di formare un anello piuttosto lasco attorno al muso e di terminare in basso con un nodo sferico, da cui sporge una doppia ansa di corda. A tale ansa si aggancia il moschettone, piuttosto pesante, della corda utilizzata sia per il lavoro a terra, sia per condurre il cavallo montato. Il peso del moschettone, il diametro della corda con cui è realizzata la capezza e la posizione dei nodi costituiscono, nel loro insieme, un ottimo strumento di comunicazione con il cavallo, previo specifico addestramento dell'animale e del cavaliere. La meccanica è analoga a quella del bosal tradizionalmente usato nell'addestramento western e sudamericano.

## Inconvenienti e rischi della capezza
I cavalli dovrebbero indossare la capezza solo per il tempo strettamente necessario, e non indossarla affatto quando sono liberi in paddock o, a maggior ragione, al pascolo. Oltre all'inconveniente di causare piccole fiaccature (in genere limitate alla perdita del pelo nelle zone di maggior frizione), la capezza comporta un concreto rischio di incidenti, talora mortali; infatti, può agganciarsi a oggetti sporgenti, e il cavallo può ferirsi o perfino restare soffocato nel tentativo di liberarsi. Per questo motivo alcuni preferiscono non usare capezze particolarmente robuste. 
La cavezza Pat Parelli non deve essere mai lasciata sul cavallo libero al pascolo, perché la resistenza del cordino, unita al suo piccolo diametro e alla presenza di anse piuttosto lasche, aumenta notevolmente i rischi di incidenti gravi da aggancio accidentale.
Nel condurre il cavallo, il conduttore non deve permettere che l'animale lo sopravanzi. Più il cavallo è in avanti, meno la tensione sulla capezza è efficace nel fargli flettere la testa; il cavallo che riesce a sopravanzare sufficientemente il conduttore sfugge completamente al suo controllo e lo espone a eventuali calci. Perciò il precoce addestramento a camminare tranquillamente a fianco del conduttore, senza sopravanzarlo e senza "tirare", è importante sia per una serena relazione fra uomo e cavallo, sia per la sicurezza.